# Капчука
Хижа „Капчука“ е туристическа хижа, намираща се в каньона на река Чернялка, землището на село Горталово, на 12 километра от град Плевен. Представлява двуетажна сграда с туристическа кухня и столова.
Хижата се намира на екопътеката, покрай която река Чернялка образува живописен каньон с дължина 6,5 километра. Каньонът е обявен за природна забележителност през 1969 година.
Към 2023 година хижата е частна собственост и не приема туристи.

## Съседни туристически обекти
- природни забележителности Разцепената скала и скална дупка Провъртеника
- пещери Ивановата дупка и Момината дупка

## Изходни точки
- село Горталово – 1 час
- село Тодорово – 1 час